# Richard J. Bernstein
Richard J. Bernstein (Brooklyn (New York), 14 mei 1932 – New York, 4 juli 2022) was een Amerikaans filosoof. Hij was hoogleraar en decaan van een van de faculteiten van The New School, een universiteit in New York.

## Biografie
Bernstein groeide op in een Joodse familie in de middenklasse in Borough Park, Brooklyn. Na de Tweede Wereldoorlog verhuisden hij en zijn familie naar Long Island. Hij behaalde zijn PhD in 1985 aan de Yale-universiteit in New Haven (Connecticut). Hij schreef zijn dissertatie over John Dewey's Metaphysics of Experience. Hij was in contact gekomen met het werk van John Dewey door John E. Smith, een assistent-hoogleraar filosofie aan Yale, die een informele leesgroep oprichtte rond Deweys Experience and Nature. Ook was er in die tijd groeiende aandacht voor Charles Sanders Peirce, onder meer door Paul Weiss, mederedacteur van Peirces Collected Papers. Deze twee filosofen leidden hem terug naar het werk van Kant en Hegel. Later kwam hij ook in contact met het werk van William James, George Herbert Mead en Josiah Royce.
Hij was vervolgens verbonden aan een faculteit van Yale, waar in die periode ook Wilfrid Sellars doceerde, tot de universiteit in 1965 zijn contract opzegde, ondanks protest van vele studenten. Deze Bernstein Affaire was "een van de meest betwiste arbeidsconflicten in de Verenigde Staten." Bernstein kreeg daarna een positie aan Haverford College, waar hij 23 jaar les gaf en verhuisde later naar de The New School in New York. Hij was ook verbonden met de vroege burgerrechtenbeweging en anti-Vietnamoorlogbeweging, grotendeels geïnspireerd door Deweys activisme. In 1968 ontmoette hij Hans-Georg Gadamer, met wie hij op bepaalde punten gelijkgezindheid ontdekte. In 1972, ontmoette hij zowel Jürgen Habermas als Hannah Arendt, een gebeurtenis die hij beschreven heeft als uitermate belangrijk in zijn persoonlijke intellectuele reis.
Bernstein overleed op 90-jarige leeftijd.

## Cartesian anxiety
Cartesian anxiety (cartesiaanse "bezorgdheid", angst, verlangen, begeerte) is een term bedacht door Bernstein, geïntroduceerd in zijn in 1983 verschenen werk Beyond Objectivism and Relativism: Science, Hermeneutics, and Praxis (1983). Deze term refereert aan de notie dat, sinds René Descartes zijn invloedrijke vorm van dualisme introduceerde in de filosofie, de Westerse beschaving lijdt aan een begeerte naar een ontologische zekerheid, of ook wel de idee dat de wetenschappelijke methode, en vooral de studie van de wereld als onafhankelijk en objectief ding, zal leiden tot een sterke en onverwoestbare vorm van kennis van onszelf en de wereld rond ons. Hij beschrijft het als volgt:
Reading the meditations as a journey of the soul helps us to appreciate that Descartes' search for a foundation or Archimedean point is more than a device to solve metaphysical and epistemological problems. It is the quest for some fixed point; some stable rock upon which we can secure our lives against the vicissitudes that constantly threaten us. The specter that hovers in the background of this journey is not just radical epistemological skepticism but the dread of madness and chaos where nothing is fixed, where we can neither touch bottom nor support ourselves on the surface. With a chilling clarity Descartes leads us with an apparent and ineluctable necessity to a grand and seducive Either/Or. Either there is some support for our being, a fixed foundation for our knowledge, or we cannot escape the forces of darkness that envelop us with madness, with intellectual and moral chaos.
Belangrijk is deze notie omdat die onder meer verantwoordelijk is voor de hedendaagse angst voor relativistische stellinginnames. Bernstein is ervan overtuigd dat het relativisme, en de schrik ervoor samen met deze Cartesian anxiety overwonnen kan worden door een meer pragmatische stellingname. Zo citeert hij Richard Rorty die, ondanks vaak verweten relativist te zijn, stelt dat "[r]elativism is the view that every belief on a certain topic, or perhaps about any topic, is as good as every other. No one holds this view." In dit verband ziet hij ook geen probleem - en zeker geen relativistisch - in het pragmatisch pluralisme van William James.

## Selectie uit zijn werk
- John Dewey (Washington Square Press, 1966)
- Praxis and Action: Contemporary Philosophies of Human Activity (Univ. of Pennsylvania Press, 1971)
- The Restructuring of Social and Political Theory (Univ. of Pennsylvania Press, 1978)
- Beyond Objectivism and Relativism: Science, Hermeneutics, and Praxis (Univ. of Pennsylvania Press, 1983)
- Philosophical Profiles: Essays in a Pragmatic Mode (Univ. of Pennsylvania Press, 1986)
- The New Constellation: The Ethical-Political Horizons of Modernity/Postmodernity (MIT Press, 1992)
- Habermas and Modernity (MIT Press, 1995)
- Hannah Arendt and the Jewish Question (MIT Press, 1996)
- Freud and the Legacy of Moses (Cambridge Univ. Press, 1998)
- Radical Evil: A Philosophical Interrogation (Blackwell Publishers, 2002)
- The Abuse of Evil: The Corruption of Politics and Religion since 9/11 (Polity Press, 2006)
- The Pragmatic Turn (Polity Press, 2010)